# Floriande
Floriande is een Vinex-nieuwbouwwijk gelegen aan de westkant van Hoofddorp.
Met 6850 geplande woningen is Floriande de grootste Vinex-locatie in de gemeente Haarlemmermeer. Het gebied is ongeveer 200 ha groot en wordt begrensd door het Leenderbos, de IJweg, de Bennebroekerweg, en de N205. De bestaande wijken Overbos en Toolenburg van Hoofddorp sluiten op het plangebied aan. "Archipel" is de laatste woonwijk van Floriande die werd voltooid in 2008.
Aan de zuidkant van de Floriande ligt een akkerbouwgebied dat wordt aangelegd als Park 21.
In de bovenkant van Floriande zit Haarlemmermeer Lyceum.

## Eilanden
De buurt Floriande-West bestaat uit dertien eilanden, genummerd van zuidwest naar noordoost, die elk vernoemd zijn naar (voormalige) eilanden elders in Nederland. Tussen eilanden 6 en 7 verandert de naam van de toegangsweg tot de eilanden van Deltaweg in Waddenweg, om de eilandengroepen aan te geven.
- Eiland 1: Walcheren
- Eiland 2: Zuid-Beveland
- Eiland 3: Noord-Beveland
- Eiland 4: Schouwen-Duiveland
- Eiland 5: Goeree-Overflakkee
- Eiland 6: Voorne-Putten
- Eiland 7: Texel
- Eiland 8: Vlieland
- Eiland 9: Terschelling
- Eiland 10: Ameland
- Eiland 11: Schiermonnikoog
- Eiland 12: Rottumerplaat
- Eiland 13: Rottumeroog

Op Eiland 13 bevindt zich naast een woonflat ook het Spaarne Gasthuis. Met de auto is dit ziekenhuis echter alleen te bereiken vanaf de N201, overig verkeer zoals fietsers, voetgangers en openbaar vervoer kan het ziekenhuis wel rechtstreeks vanuit Floriande bereiken.

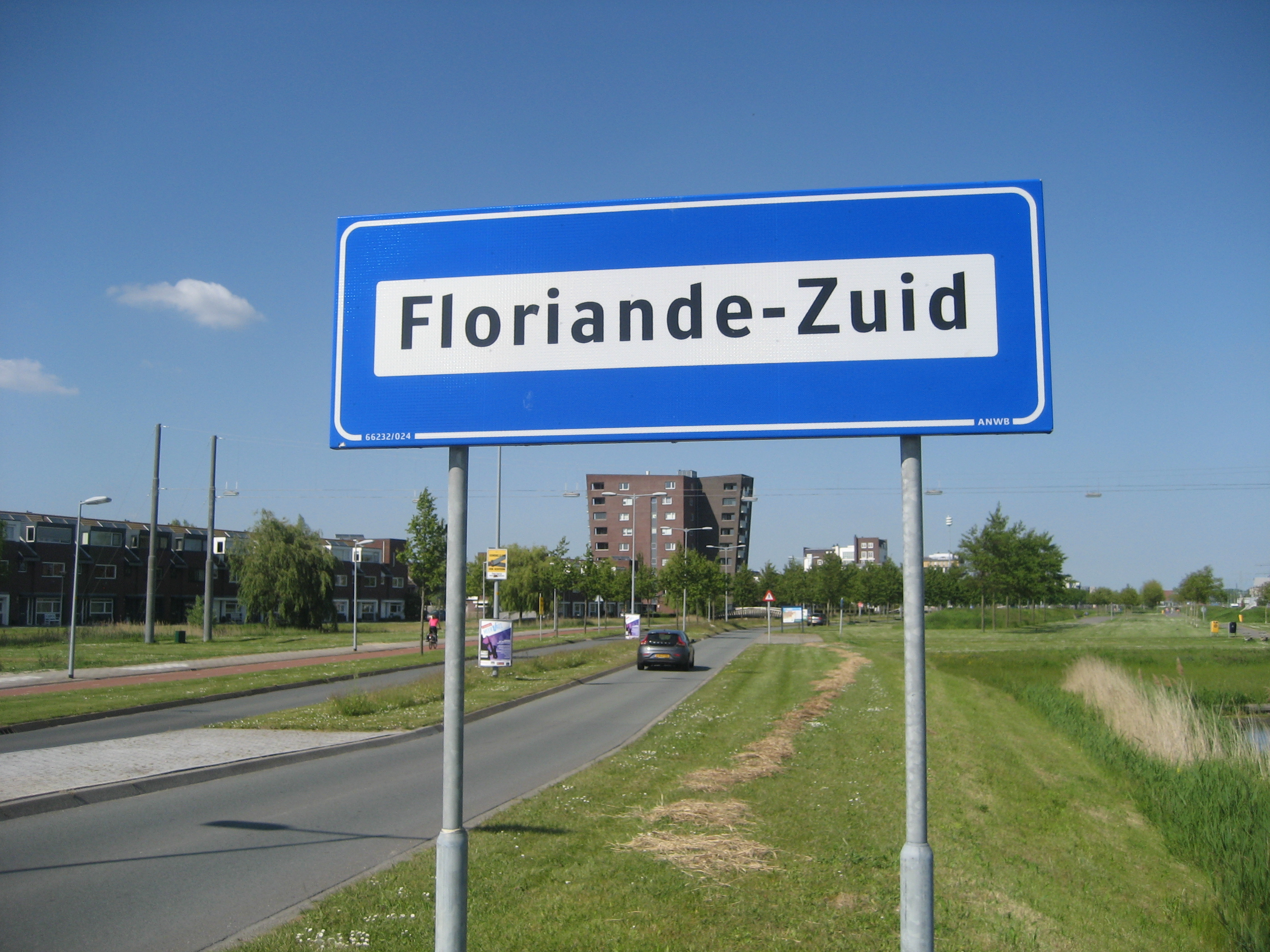
Floriande-Zuid